# Primero el Beni
Primero el Beni es un partido político regional de tendencia derechista en el Departamento del Beni, Bolivia. El partido ganó como una agrupación ciudadana las elecciones departamentales del 4 de abril de 2010, el único que siempre lo ha impugnado, la elección tanto Ernesto Suárez Sattori como gobernador y una pluralidad de 11 miembros de la Asamblea Legislativa Departamental, convirtiéndose así en el partido más grande del departamento. La oficina del partido está presente en ocho municipios.
En 2009, los políticos prominentes del departamento incluyendo el Prefecto (el más alto cargo ejecutivo, ahora suplantado por "gobernador") Ernesto Suárez, y el alcalde de Trinidad, Moisés Shriqui tomaron el liderazgo del partido. Anteriormente, Suárez había sido afiliado del partido Poder Democrático y Social (Podemos). Ambos políticos fueron reelegidos en abril de 2010.
El Gobernador Suárez fue suspendido a raíz de su procesamiento por los gastos irregulares relacionadas con una central eléctrica en San Borja, Beni, en cumplimiento de un mandato legal boliviana que acusaron a los funcionarios no pueden seguir sirviendo. Los legisladores del Movimiento al Socialismo y el Movimiento Nacionalista Revolucionario respaldaron su reemplazo por Haisen Ribera Leigue, sobre las objeciones de Primero el Beni. El partido envió a Carmelo Lenz, abogado y sub-gobernador de la Provincia de Vaca Díez, como su candidato oficial para las elecciones departamentales de gobernador, que se realizó el 20 de enero de 2013. Carmelo Lenz ganó las elecciones con el 52% de los votos frente a su principal candidato opositor Jessica Jordan.
El 1 de marzo de 2014, Primero el Beni, pasa a convertirse de una agrupación ciudadana a un partido político con miras a las elecciones generales de Bolivia de 2014.